# Kiri
Kiri (simbol: Ci) je mjerna jedinica za radioaktivnost, a nije SI mjerna jedinica. Određuje se kao:
1 Ci = 3,7 × 1010 raspada atomske jezgre u sekundi
To je otprilike radioaktivnost 1 grama izotopa radija-226, kemijskog elementa koji su otkrili izumitelji radiologije Maria Skłodowska-Curie i Pierre Curie, pa je njima u čast dodijeljen taj naziv. Kiri se dosta često koristi u praksi, jer SI izvedena mjerna jedinica 1 bekerel, ima prilično malu vrijednost, a predstavlja jedan raspad atomske jezgre u sekundi. Vrijedi:
1 Ci = 3,7 × 1010 Bq = 37 GBq
ili
1 Bq ≅ 2,70 × 10−11 Ci
U radioterapiji aparati imaju otprilike vrijednost radioaktivnosti od oko 1000 Ci, s izotopima cezijem-137 ili kobaltom-60. Ta količina radioaktivnosti može izazvati znatna oštećenja ljudskom zdravlju, u samo nekoliko minuta, ako se ne koristi zaštitna oprema. 
Ponekad se koristi višekratnik mikrokiri:
1 μCi = 3,7 × 104 raspada atomske jezgre u sekundi
Tako na primjer, ljudsko tijelo sadrži oko 0,1 μCi radioaktivnosti prirodnog izotopa kalija-40.